# Færøsk landbrug
Færøsk landbrug er også i nutiden overvejende et udmark-indmark-system, med fåreavl og kvægavl som hovedindtægt. Indmarken er den indhegnede, opdyrkede del omkring de gamle bygder. Her dyrkes græs til vinterfoder for får og kvæg, desuden lidt kartofler til eget forbrug. Tidligere spillede kornavl en rolle. Udmarken er udyrket og her græsser fårene året rundt. I vinterhalvåret får en del af dem lov til at græsse overalt på indmarksarealerne.

## Færøsk landbrug i nutiden
omlægningen fra et bondesamfund til et havfiskerisamfund, som intensiveredes ved århundredeskiftet, dannede grundlag for en stor befolkningstilvækst. I løbet af 150 år er folketallet således nidoblet. Nyopdyrkninger, udvidet gødskning samt mekanisering danner nu grundlag for en moderniseret mejeridrift. Landbrugets hovedprodukter er i øvrigt æg, kød, kartofler og grøntsager.
Udmarken (hagi) er også i nutiden fælleseje for hele bygden og ikke under kultur, men bruges til græsning til får, kreaturer og gæs. Indmarken er den indhegnede opdyrkede del omkring bygderne. Her dyrkes græs til vinterfoder for får og kvæg, desuden lidt kartofler og grøntsager til eget forbrug. Tidligere spillede kornavl en rolle. Udmarken er udyrket, og her græsser fårene året rundt. I vinterhalvåret græsser en del af dem på indmarksarealerne, hvor de får hø, ensilage, kraftfoder og lov til at gå i læ i åbne stalde og mellem husene.
Kun 5-6 % af Færøerne er opdyrkede. Kun 1 % af færingerne har i dag landbrug som hovederhverv. Det er almindeligt i bygderne at have fritidslandbrug med med fåreavl og høslæt.
Agerbrug og produktion
Betingelserne for agerbrug, som det kendes fra Danmark, er ikke til stede. De væsentligste forskelle er, at klimaet er mildt, men alligevel ikke har tilstrækkeligt med solskinstimer til at tillade modning af korn, og at jordlaget de fleste steder kun er et tyndt lag oven på den faste basalt.
Landbruget er fortsat overvejende et udmark–indmark–system, uden kornavl, baseret på græsavl med får og kvægavl som vigtigste elementer.
Kødproduktionen dækker ca. 40% af færingernes kødforbrug, heraf 300 ton fårekød, 100 ton oksekød og 100 ton svinekød årligt. Dertil kommer et tilskud fra fjerkræavl.
Fårebestanden er på ca. 70.000, og der slagtes årligt godt 40.000 lam.
Det til hjemmemarkedet producerende færøske landbrug er i dag fuldt moderniseret med mælkeproduktion som vigtigste indtægtskilde. Af mælkeprodukter importeres kun ost. Malkekøerne er hele året i stald og fodres med græsensilage og kraftfoder.

## Historie
Kongsjorden var oprindelig kirkejord, men efter Reformationen blev den eksproprieret af kongen og ejes nu af Færøernes Lagting.
Jorden var delt i odelsjord og kongsjord. Odelsjorden var ejet og blev arvet af bønderne. Markerne blev ofte delt op i små parceller mellem arveberettigede søskende, og ejendomsforholdene var ofte komplicerede. Kongsjorden var statsejendom. Kongsbonden havde kun brugsretten til jorden. I følge traditionen havde den ældste søn ret til at følge sin far i kontraktforholdet. Jorden kunne ikke opdeles, og derfor var en kongsbonde bedre stillet end en odelsbonde. I 1956 overtager Lagtinget kongsjorden, der nu betegnes som lagtingsjord og i modsætning til før må sælges. Indmarken (bøur) ligger i nærheden af bygden. Det er denne jord, som arvedes og deltes.
Udmarken (hagi) er også i nutiden fælleseje for hele bygden og ikke under kultur, men bruges til græsning til får, kreaturer og gæs. Indmarken er den indhegnede, opdyrkede del omkring bygderne. Her dyrkes græs til vinterfoder for får og kvæg, desuden lidt kartofler og grøntsager til eget forbrug. Tidligere spillede kornavl en rolle. Udmarken er udyrket, og her græsser fårene året rundt. I vinterhalvåret græsser en del af dem på indmarksarealerne, hvor de får hø, ensilage og kraftfoder og får lov til at gå i læ i åbne stalde og mellem husene.
Kongsgårdene går som samlede brug videre som arvefæste til ældste søn. Odelsjord kan derimod sælges og splittes ved arvedeling. Disse arveregler bevirker, at kongsbønderne blev den stabile, magtfulde faktor i samfundet. I overgangstiden til fiskeri var det bygderne med megen odelsjord og dermed større fleksibilitet, som især kunne optage befolkningsvæksten.
Færøerne var indtil langt ind i det 19. århundrede et bondesamfund, med kongsbønder, odelsbønder og fiskere, foruden embedsfolk, mens handel og håndværk overvejende holdt til i Tórshavn, og selvom flugten fra jorden var i fuld gang, modtog man stort set det, landet gav. Det solide varme tøj, den grove sunde kost.
På Færøerne dyrkedes før i tiden kun byg til eget forbrug. Dyrehold, fiskeri, grinde- og fuglefangst var de fire vigtigste måder at skaffe fødevarer på.
Man brugte sjældent hestene som trækdyr, men mest som lastdyr, når der skulle hentes tørv, eller når man skulle på fjeldet for at fange får.
På fjeldenes græsgange gik fårene, og her slog man hø til dyrenes vinterfoder. Fårene blev holdt for uldens og kødets skyld. Fårene er en særlig hårdfør race, som gik ude både sommer og vinter. Fiskeri og sejlads gav også fisk til gryderne og indtægter til husholdningerne. Grindefangst var og er et vigtigt supplement til husholdningen. Man indsamlede også søfugleæg og fangede søfugle på fjeldenes stejle klippesider.
Man dyrkede desuden byg til brødkorn samt en del roer og fra 1800-tallets begyndelse også kartofler. De fleste bondehuse havde en eller flere færøbåde – fiskeriet var et nødvendigt supplement til det, jorden kunne give. Også grindefangst og jagt på sæler og fugle var et vigtigt led til at holde sulten fra døren.
Denne kombination af landbrug, fiskeri og fangst har været færingernes livsgrundlag gennem århundreder, siden landet blev bebygget i vikingetiden. Landnamsmændene delte jorden mellem sig i vidtstrakte lodder, og landnamsgårdene anlagdes på dertil egnede lokaliteter ved kysten. Jorden ryddedes for sten og dyrkedes. I forbindelse med at de store ejendomme senere opdeltes i mindre enheder, voksede bygderne omkring disse landnamsgårde, og mere jord kom under dyrkning. For at holde får og køer ude i vækstperioden omgives den dyrkede indmark af stengærder.
Den færøske uld har været et hovedprodukt siden vikingetiden på Færøerne. Gamle møntfund henviser til, at færingerne har solgt deres uldprodukter allerede i 1000-tallet (se Fårebrevet) til de nordiske lande og det øvrige Europa. Men efter at monopolhandelen på Færøerne blev etableret af Norge i 1200-tallet, blev dette et område varetaget af købmænd fra Bergen, Holland og Hanseforbundet.